# 全国商工団体連合会
全国商工団体連合会（ぜんこくしょうこうだんたいれんごうかい）は、日本各地で組織された「民主商工会」（民商）の全国組織である。
略称は全商連。民商と併せて「民商・全商連」という。

## 概要
会員数は16万会員である。各地の民商に当該地域の建設、飲食、小売、サービス業などの中小業者が加盟している。
中小業者の連合会である。「中小業者の利益をまもる」組織である。
具体的には、申告・記帳学習会・消費税の増税反対や大型店の出店規制などを求める運動を行う。
「全国中小業者団体連絡会」（全中連）を構成している団体の一つ。全中連には他に、全国保険医団体連合会（保団連）、全国貸本組合連合会、全国FC加盟店協会と31の地域連絡会が参加する。

### 機関・役員
- 総会
- :最高議決機関。2年に1回開会。全国の民商から代議員を選出。
- 理事会
- :会長・副会長・会計・事務局長・常任理事・理事で構成。具体的事項を審議決定。
- 常任理事会
- :会長・副会長・会計・事務局長・常任理事で構成。総会・理事会決定に基づき会務を行う。
- 三役会
- :会長・副会長・会計・事務局長で構成。常任理事会閉会中の会務を行う。

役員（第52回総会）
- :会長　太田義郎
- :副会長　菊池大輔、星実、鎌田保、磯谷吉夫、加賀茂、石塚隆幸
- :副会長・会計　藤川隆広
- :事務局長　岡崎民人

## 沿革
- 1951年8月3日 - 結成
- 1952年3月 - 機関紙「日本商工新聞」創刊
- 1952年10月 - 機関誌「全商連資料」創刊
- 1953年6月 -「日本商工新聞」、「全国商工新聞」に改題
- 1960年前後 - 安保闘争に共闘
- 1970年3月 - 第1回重税反対行動
- 1972年9月 - 全商連創立20周年記念祝賀会、読者23万人[4]
- 1981年9月 - 読者50万人
- 1984年4月 - 全商連共済会発足
- 1985年1月 -「全商連資料」、「月刊民商」に改題
- 1985年2月 - 会員37万人[4]
- 1987年1月 - 大型間接税・マル優廃止反対各界連絡会結成
- 1994年 - 大型間接税・マル優廃止反対各界連絡会、消費税廃止各界連絡会（各界連）に改称
- 2004年9月16日 -「憲法改悪反対共同センター」発足、運営委員会を構成する団体の一つになる。
- 2021年 - 会員16万人[3]

## 機関紙誌

### 全国商工新聞
- 題字は「全國商工新聞」
- ブランケット判
- 会員による寄稿（通信員）記事が多い[4]。
- 発行部数は20万部[3]。
- ウェブサイトでの積極的な公開とラジオCMを行っている。
- 週刊（月4回、月曜日）発行。月極め500円（民商会員は会費に含む）、1部売り130円。
- 民商会員による組織配達・集金が主だが、近年では銀行自動引落・振込等での会費納入もある。ただし、不可能地域は郵送となる。

### 月刊民商
- 月刊（月1回）発行

### 中小商工業研究
- 全商連付属・中小商工業研究所機関誌
- 季刊（1月、4月、7月、10月の各1日付）頒価1000円

## 加盟地方組織
全商連に加盟する各都道府県単位の商工団体連合会（県連。個別には「○商連」と略す（○は都道府県名にある一文字）。ただし鳥取県は民主商工会連合会。全国的には「県連」を使用する傾向にある）を記す。都道府県単位の商工団体連合会に民商が加盟する。
なお、民商加盟業者の所在地と県連の都道府県が一致しない場合があり、一部民商には県境を越えて加盟する業者が存在する。また京都府商工団体連合会には「個人タクシー互助協同組合」も加盟している。
- 北海道商工団体連合会（北商連）
- 青森県商工団体連合会（青商連）
- 岩手県商工団体連合会（岩商連）
- 秋田県商工団体連合会（秋田県連）
- 宮城県商工団体連合会（宮商連）
- 山形県商工団体連合会（山商連）
- 福島県商工団体連合会（福島県連）
- 新潟県商工団体連合会（新商連）
- 埼玉県商工団体連合会（埼商連）
- 東京商工団体連合会（東商連）
- 神奈川県商工団体連合会（神商連）
- 長野県商工団体連合会（長商連）
- 群馬県商工団体連合会（群商連）
- 茨城県商工団体連合会（茨商連）
- 栃木県商工団体連合会（栃商連）
- 千葉県商工団体連合会（千商連）
- 山梨県商工団体連合会（山梨県連、梨商連）
- 静岡県商工団体連合会（静商連）
- 愛知県商工団体連合会（愛商連）
- 岐阜県商工団体連合会（岐商連）
- 三重県商工団体連合会（三商連）
- 富山県商工団体連合会（富商連）
- 石川県商工団体連合会（石商連）
- 福井県商工団体連合会

- 京都府商工団体連合会（京商連）
- 大阪商工団体連合会（大商連 だいしょうれん）
- 兵庫県商工団体連合会（兵商連）
- 和歌山県商工団体連合会（和商連）
- 奈良県商工団体連合会（奈商連）
- 滋賀県商工団体連合会（滋商連）
- 岡山県商工団体連合会（岡商連、岡山県連）
- 広島県商工団体連合会（広商連）
- 島根県商工団体連合会（島商連）
- 鳥取県民主商工会連合会（民商鳥取県連）
- 山口県商工団体連合会（県商連）
- 香川県商工団体連合会（香商連）
- 愛媛県商工団体連合会
- 徳島県商工団体連合会
- 高知県商工団体連合会（高商連）
- 福岡県商工団体連合会（福商連）
- 佐賀県商工団体連合会（佐商連）
- 長崎県商工団体連合会（長商連）
- 熊本県商工団体連合会（熊商連）
- 大分県商工団体連合会
- 宮崎県商工団体連合会（宮崎県連）
- 鹿児島県商工団体連合会（鹿商連）
- 沖縄県商工団体連合会（沖商連）

## 民主商工会
日本各地に615の民主商工会（略称：民商）がある。加盟業者は法人又は個人経営か或いはそれに近い中小業者で、業種は多岐に渡り、食料品販売・運送・電気工事・美容室・生花店等の日用的な業種から、伝統工芸、飲食店等はもとより、ネイルサロン・ウェブデザイン等の現代的な業種まで様々である。
民商の多くは労働局長認可の労働保険事務組合でもあり、そうした民商は個別に全国労働保険事務組合連合会に加盟している。
三重県伊勢市の「伊勢民主商工会」は、過去の経緯で全商連・三商連を離脱しており、本項で扱う組織とは関係がない。また、経済産業省の認可の商工会とは別の組織である。
会員はそれぞれの事業内容にかかわらず平等で民主的に運営する。
税金の自主申告などの対策会合を積極的に行っている。また、集団で確定申告をする姿が全国各地で見られる。
これを「3.13重税反対全国統一行動」と言う。税を巡る出来事としていわゆる倉敷民商事件がある。
全商連と組織全体を一つの組織として見た場合、末端に位置する地域組織である。さらに民商には支部・班などの会員による小グループが形成されているがそれらは独立組織ではなくあくまで組織の一部となる。また、会員などの女性による「婦人部」、会員の青年による「青年部」があり、日本の主要な労働組合の組織形態になる。

### 会費等
- 入会金：5000円前後（地域によっては、廃止または、無い所もある）
- 会費：2022年9月時点での公式サイトには“概ね月額５、６千円程度となっています（運営経費が異なるため、地域により若干の差があります）。”とあり、以前よりも値上がりしている。
- 全商連共済会　(任意加入　月額会費1000円)

その他：支部費、青年部費、婦人部費が、別にある。（数百円程度）

## 対国税庁
- 税務署から民商会員に対し民商からの退会を求められる件などはしんぶん赤旗紙面で報道され、国家による人権無視の不当な税務調査の実態の改善を求めている[7]。
- 毎年3・13重税反対全国統一行動中央実行委員会を組織し、財務省と国税庁、総務省に対し、人権無視する高圧的・強権的な税務行政の打破・是正させるための政治闘争をしている。
- 憲法理論研究会創始者鈴木安蔵をはじめとする真に民衆の立場に立ち、不当な国家権力を打破し、憲法上の権利を主張するマルクス主義憲法学者等の重厚な法理論に依る。
- 行政判例の歴史に残る法廷闘争を繰り広げてきた。

第7回　税務行政の民主化へ裁判闘争

1963（昭和38）年5月、当時の木村秀弘国税庁長官の一声で民商の組織破壊を狙った弾圧が始まりました。

刑事事件を狙ったデッチあげもあり、民商・全商連は多くの裁判闘争をたたかい抜きました。

……

民商の組織拡大に危機感を抱いた木村国税庁長官が「3年以内に民商をつぶす」と各国税局長に通達を出していたことが背景にありました。
—民商・全商の60年　全国商工新聞 第2965号 3月7日付

## 対警察庁
- 秘密保護法（特定秘密の保護に関する法律）等の施行に伴う警察行政の肥大化へ反対している[9]。警察権力による言論の自由への弾圧（思想及び良心の自由（憲法第19条）及び通信の秘密（憲法第21条第2項）違反）と日本の軍国化を防ぐためである。

## 対自衛隊
- 「日米軍事同盟である日米安保条約に反対し、憲法改悪のたくらみを阻止」[10]する。加盟地方組織は「憲法9条を守れ 陸上自衛隊の武装パレ‐ド反対」[11]などをし、団結、連帯して平和憲法を護る。

## 関係する諸問題
民商、全商連が近年の重点的に反対・改善運動等
- 消費税・住民税・国民健康保険税などの国税・地方税にかかる諸問題
- 税制改正による増税の動きに対する反対運動と、加盟法人等が滞納している租税公課に対して税務署・地方公共団体等が執行する滞納処分への介入に大別される。
- PSE法の解釈による中古家電販売規制問題（後述）
- 大型店の出店（中心街の空洞化問題）
- 駐車禁止取り締まりの民間委託問題

2005年11月に確認された電気用品安全法（PSE法）の解釈による中古家電販売規制問題について、政府交渉や反対署名活動を行った団体（含む民商）の一つで（リサイクル業者には零細業者が多い）、民商会員のあるリサイクル業者が主催して2006年3月18日に東京で規制反対の「サウンドデモ」を行ったことがテレビなどで報道され、これらの動きは世論や、結果的に政府による「猶予延長」（2006年4月以降も猶予延長とする）に影響を与えている。
- 倉敷民商弾圧事件（2014年1月以来）の冤罪を晴らすため、広島国税局・警察・検察と対決している[14][15]。

- 2024年11月27日、全国商工団体連合会（会員16万人）は国税庁に対し、署名活動をして国税庁へ署名3,518人分を提出した。

## 政党との関係
弱者救済と大企業の横暴を正すという共通の目標により、長年日本共産党と共闘関係にあり、一般にも概ね日本共産党の系列団体であると認識されている。同党「業者後援会」が民商事務局員・会員によって組織されている事例もある。全商連会長の太田義郎は、同党の「全国業者後援会」代表世話人、革新共闘組織である全国革新懇代表世話人も務める。一方、全商連規約には「民主商工会の会員は、思想、信教、政党支持、政治活動の自由は尊重され、保障される。」（第3章第8条）と明記されており、他党支持者もいる。
昭和49年警察白書においては「日本共産党は、……とりわけ、民商への指導を強化して商工会・商工会議所工作をめざし、また、専任の農村オルグを全国に配置するなどして農協工作を進展させた。」との記載がある。国会において民商について取り上げた質問主意書としては、第213回国会（常会）令和6年4月12日に於ける参議院議員浜田聡の質問主意書が挙げられる。なお答弁書に於いて共産党との関係について「お尋ねの「民商」及び「新日本婦人の会」と同党との関係については、今後の調査及び警察活動に支障を及ぼすおそれがあることから、お答えすることは差し控えたい。」とされた。

## 広報活動
J-WAVE夕方番組『GROOVE LINE』のコーナー「MINSHO SHOW YOUR SHOBAI」（民商ショーユア商売）では、CMの他、出演者であるピストン西沢から中小業者の悩みは民商へ相談することを呼びかける生コマーシャルが放送されていた。

## 関連人物
- 中林佳子 - 元松江民商事務局員で日本共産党所属の元衆議院議員
- 中里長門 - 元陸前高田民商事務局長で元陸前高田市長（無所属（日本共産党推薦）。元日本共産党陸前高田市議。地元の自由民主党系市議も支援）。
- 小林秀一 - ボクサー経験者。青年部協議会議長。経営する豆腐店は文京民商（東京都）の会員。
- はらたいら - 漫画家。ラジオCMに出演。
- 永井一郎 - 声優。ラジオCMでナレーション担当。
- オダシゲ - 漫画家。全国商工新聞に漫画「のんき通り」を連載。
- 松本哉 - 杉並民商会員。リサイクルショップ「素人の乱」経営者。